# Radešínská Svratka
Pour les articles homonymes, voir Svratka.
Radešínská Svratka (en allemand : Radeschiner Swartka) est une commune du district de Žďár nad Sázavou, dans la région de Vysočina, en République tchèque. Sa population s'élevait à 618 habitants en 2020.

## Géographie
Radešínská Svratka se trouve à 6 km au sud de Nové Město na Moravě, à 12 km au sud-est de Žďár nad Sázavou, à 38 km à l'est-nord-est de Jihlava et à 136 km au sud-est de Prague.
La commune est limitée par Nová Ves u Nového Města na Moravě au nord, par Dlouhé au nord et à l'est, par Bobrová et Podolí au sud, et par Řečice à l'ouest.

## Histoire
La première mention écrite de la localité date de 1290.

## Transports
Par la route, Radešínská Svratka se trouve à 6,5 km de Nové Město na Moravě, à 14 km de Žďár nad Sázavou, à 49,5 km de Jihlava et à 170 km de Prague.